# Xenopsylla geldenhuysi
Xenopsylla geldenhuysi är en loppart som beskrevs av De Meillon 1949. Xenopsylla geldenhuysi ingår i släktet Xenopsylla och familjen husloppor. Inga underarter finns listade i Catalogue of Life.